# Indigofera knoblecheri
Indigofera knoblecheri là một loài thực vật có hoa trong họ Đậu. Loài này được Kotschy miêu tả khoa học đầu tiên.